# أوليف لوغان
أوليف لوغان (بالإنجليزية: Olive Logan) هي ناشطة حق المرأة بالتصويت ‏ وممثلة أمريكية، ولدت في 22 أبريل 1839 في إلميرا في الولايات المتحدة، وتوفيت في 27 أبريل 1909.